# Joey Soloway
Joey Soloway (Chicago, 26 de setembre de 1965), anomenada Jill Soloway fins a l'octubre de 2020, és humorista i guionista i ha desenvolupat diverses tasques en les arts escèniques als Estats Units. Va guanyar el premi a la millor direcció al Festival de Sundance per la pel·lícula Afternoon Delight. També és coneguda pel seu treball a Six Feet Under i per haver creat i dirigit la sèrie original d'Amazon Transparent, que va guanyar dos premis Emmy. Va fer pública la seva inconformitat de gènere, declarant-se també persona no binària.

## Publicacions
- Bright, Susie, Eric Albert, Greta Christina, and Jill Soloway. "Jodi K." (novella) Susie Bright Presents: Three Kinds of Asking for It: Erotic Novellas, Nova York: Simon & Schuster, 2005; ISBN 978-0-743-24550-0
- Soloway, Jill. Tiny Ladies in Shiny Pants: Based on a True Story, New York: Free Press, 2005; ISBN 978-0-743-27217-9